# Дзяма Василь Васильович
Васи́ль Васи́льович Дзя́ма — український військовослужбовець, десантник, майор Збройних сил України, викладач НАСВ ім. Сагайдачного, учасник російсько-української війни, кавалер ордена «За мужність» III ступеня.

## Життєпис
Василь Дзяма народився у селі Велика Кам'янка на Коломийщині. Закінчив Великокам'янську школу. Випускник Національної академії сухопутних військ імені гетьмана Петра Сагайдачного. Брав участь у миротворчій місії в Іраку. Служив у 80-ій окремій аеромобільній бригаді на посаді начальники фізичної підготовки і спорту.
З початком російської збройної агресії проти України, з 15 квітня по 2 вересня 2014 року, брав участь в антитерористичній операції в Донецькій і Луганській областях, на посаді помічника командира аеромобільно-десантного батальйону з розвідки 80-ї ОАеМБр.
4 вересня офіцер уже був у Львові, проходив лікування у львівському військовому шпиталі та реабілітацію. У цей час організував благодійний фонд зі збору коштів пораненим і сім'ям загиблих захисників.
Бойовий досвід, набутий під час бойових дій, Василь Дзяма, старший викладач кафедри фізичного виховання, спеціальної фізичної підготовки і спорту Національної академії Сухопутних військ ім. гетьмана Петра Сагайдачного, впроваджує у навчальний процес при проведенні занять з курсантами, слухачами курсів перепідготовки та підвищення кваліфікації, які проходять підготовку в академії.
Дружина Василя працює у медичній сфері, разом виховують двох синів.

### Бойовий шлях
На початку квітня 2014 року Василь Дзяма разом із управлінням бригади був направлений до Луганська, де вони пробули 10 днів. До середини травня виконував завдання в місті Щастя. З середини травня до середини липня брав участь у бойових діях зі звільнення Слов'янська і «зачистки» від терористів навколишніх населених пунктів Ямпіль, Миколаївка, Райгородок, Донецьке. 5 липня зайшли у Слов'янськ і вивісили український прапор на приміщенні міської ради. 11 липня Василь Дзяма з побратимами висунулися на допомогу підрозділам 80-ї бригади, які тримали оборону в Луганському аеропорті.
Майор Дзяма особисто керував веденням бойових дій під час рейду в Луганський аеропорт та проведенням операції з його розблокування. 23—24 липня він командував третьою колоною, яка зайшла на територію аеропорту (перша колона зайшла з 12 на 13 липня), і вже у перший день прибуття в аеропорт його підрозділ потрапив під потужний обстріл російських терористів, по квадрату було випущено близько 100 снарядів (три комплекти) з РСЗВ БМ-21 «Град». Майор Дзяма завжди близько контактував з особовим складом, в аеропорті організував зайняття з фізичної підготовки. Після того, як десантники закріпились в аеропорту, вони почали зачищати від терористів навколишні населені пункти. Завдяки умілим діям Василя Дзями за кілька годин було взято під контроль близько 70 км траси «Ростов-на-Дону — Луганськ» на ділянці від селища Хрящувате до села Новоганнівка та проведено звільнення населених пунктів Георгіївка, Лутугине, Хрящувате, Новосвітлівка, Новоганнівка. До кордону залишалося 10 км, Луганськ був вже майже оточений. Через обстріли терористами села Хрящувате мирним мешканцям довелось втікати зі своїх домівок. 16 серпня терористи розстріляли колону евакуації з цивільними під білим прапором, багато людей загинули і дістали поранень, їм допомагали бійці 80-ї бригади. Після 20 серпня, із вторгненням регулярних підрозділів збройних сил РФ, обстріли майже не припинялись, почалися бої за населені пункти. Наприкінці серпня було взято у полон трьох російських військовослужбовців, які на танку заїхали на блокпост 80-ї бригади. У росіян було завдання захопити Луганський аеропорт до 25 серпня.
Близько 1,5 місяці офіцер виконував бойові завдання із захисту Луганського аеропорту. 31 серпня 2014 року під час артилерійського обстрілу, неподалік бункеру вибухнув снаряд САУ «Тюльпан». Внаслідок вибуху майор Дзяма дістав контузію ІІІ ступеня, попри це він залишився разом зі своїми бійцями, під обстрілами забезпечив відведення особового складу з аеропорту до міста Лутугине. Після завантаження всіх поранених у машинах вже не було місця, і Василь Дзяма в групі з 12 чоловік добирався до Лутугиного пішки близько 20 км уздовж траси та по замінованих полях, його група вийшла останньою.

## Нагороди
За особисту мужність, виявлену у захисті державного суверенітету та територіальної цілісності України, самовіддане виконання військового обов'язку нагороджений орденом «За мужність» ІІІ ступеня (5.7.2017).